# Yrjö Leino

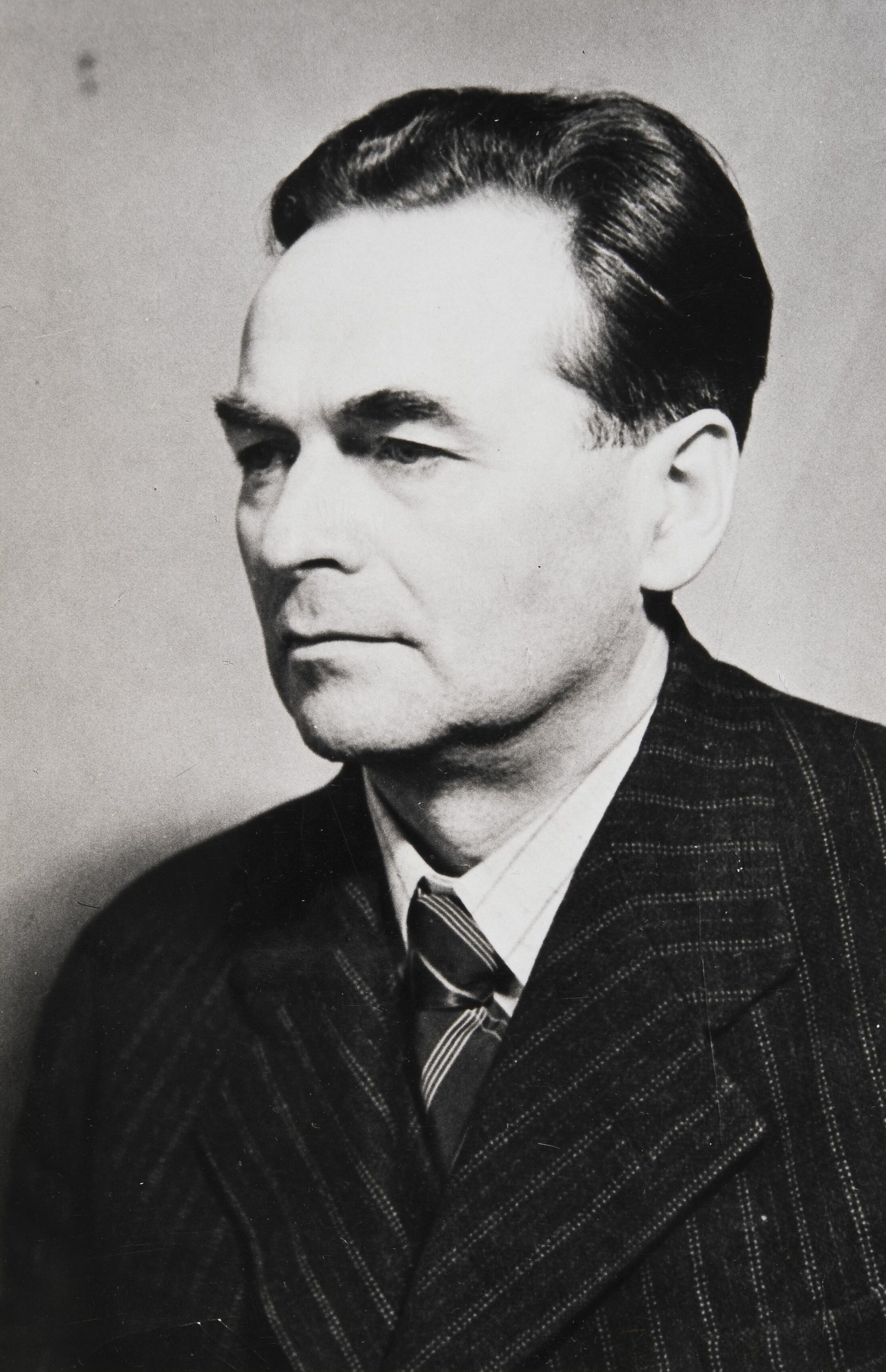
Yrjö Leino in der 1940en Jahren.

Yrjö Kaarlo Leino (* 28. Januar 1897 in Helsinki; † 28. Juni 1961 ebenda) war ein kommunistischer finnischer Politiker.

## Leben
Leino war das einzige Kind von Oskar und Mandi Leino (geborene Enfors). Er studierte in Helsinki, schloss das Studium jedoch nicht ab. 1921 erhielt er ein Diplom der Agrar-Handelsschule und um 1924 kaufte er sich einen Bauernhof in Kirkkonummi, geriet mit dem Hof jedoch in finanzielle Schwierigkeiten und verkaufte den Hof nach ein paar Jahren wieder. Er ließ sich nun auch von seiner ersten Frau Alli Simola scheiden und zog nach Oitmäki, wo seine zweite Frau Ulla Helenius (geborene Smedberg) als Lehrerin arbeitete. Auch die Ehe zwischen Leino und Helenius wurde geschieden.
Seine politische Position festigte sich in den 1930er Jahren. Da er auch schon mit kommunistischen Aktivisten wie Antti Järvinen und Arvo Tuominen in Kontakt gestanden hatte, kam er bald auch unter Beobachtung des Staates. 1935 wurde er das erste Mal zu einer Haftstrafe verurteilt. Nach seiner Freilassung 1938 stand er weiterhin unter der Beobachtung der Geheimpolizei Valpo, engagierte sich jedoch im Untergrund für die verbotene Kommunistische Partei Finnlands (SKP).
Die Kriegsjahre verbrachte Leino im Untergrund lebend vor allem auf dem Land. Er lernte dabei auch seine spätere Ehefrau Hertta Kuusinen kennen, eine der führenden kommunistischen Politiker Finnlands. 1940 wurde Leino erneut inhaftiert, entkam jedoch im Jahr darauf aus einem Gefangenenzug in Riihimäki. Der Zug sollte Leino an die Kriegsfront bringen, wo er in einem Strafbataillon kämpfen sollte. Danach schaffte er es bis 1944 im Untergrund und im sowjetischen Exil zu leben, ehe im Zuge der finnischen Kriegsniederlage gegen die Sowjetunion die SKP legalisiert wurde und ehemals verfolgte kommunistische Aktivisten nun Amnestie genossen.
1945 heiratete er Hertta Kuusinen. Die Ehe sollte bis 1950 halten. 1945 wurde er bei den Parlamentswahlen für die von der SKP aufgestellte linke Wahlorganisation, die Demokratische Union des Finnischen Volkes (SKDL), in das Parlament gewählt. Leino behielt sein Mandat bis 1951. Die SKDL war 1945 auf Anhieb mit 23,5 % zweitstärkste Kraft geworden und stellte ab März 1946 mit Mauno Pekkala den Ministerpräsidenten, wobei Pekkala kein Kommunist, sondern zuvor Mitglied der Sozialdemokratischen Partei Finnlands (SDP) gewesen war. Yrjö Leino wurde bereits im Kabinett Paasikivi III 1945 Innenminister und blieb dies auch unter Pekkala bis zum 22. Mai 1948. Das Parlament warf Leino vor, dass er 1945 19 Inhaftierte der Sowjetunion ausgeliefert hatte. Präsident Juho Kusti Paasikivi entließ ihn daraufhin aus dem Amt des Innenministers. Die zweite Hälfte der 1940er Jahre werden in der finnischen Geschichte oft als die „Jahre der Gefahr“ bezeichnet, da wichtige Apparate wie Leinos Innenministerium unter Kontrolle von Kommunisten und SKDL-Mitgliedern waren und die Sorge vor einer kommunistischen Machtübernahme in Finnland entsprechend groß war. Erst Jahre später mit der Veröffentlichung der Memoiren Arvo Tuominens änderte sich in Finnlands das Bild Leinos. Tuominen schrieb, dass Leino im Frühjahr 1948 den Befehl aus Moskau erhalten habe, einen Putsch gegen die Regierung vorzubereiten, um eine Eingliederung Finnlands in die Sowjetunion zu ermöglichen. Leino wandte sich jedoch an den Oberbefehlshaber der finnischen Streitkräfte, was von der sowjetischen Regierung schließlich bemerkt wurde. Daraufhin verwarf Stalin die Pläne, Finnland in die Sowjetunion einzugliedern, und eine finnische Delegation handelte in Moskau sogar einen Vertrag aus, der dazu führte, dass die finnischen Kommunisten ohne weitere Folgen für die Souveränität Finnlands aus der Regierung gedrängt werden konnten. Leino wurde dagegen nun innerhalb der SKP als Verräter abgestempelt. Seine politische Laufbahn war nun beendet, und auch die Ehe mit der orthodoxen Kommunistin Kuusinen zerbrach vor diesem Hintergrund. 
Leino hatte mit seiner ersten Ehefrau Alli Simola eine Tochter: Lieko Tuuli Zachavalová (1927–2017) wurde Radiojournalistin. Der 1932 geborene Olle Leino ist der Sohn von Leino und seiner zweiten Ehefrau Ulla Helenius. Olle Leino wanderte nach Schweden aus und veröffentlichte 1973 eine Biographie über Yrjö Leino. 1990 erschien von ihm ein weiteres Buch, das auf die Beziehung Leinos zu seiner prominenten Ehefrau Hertta Kuusinen eingeht.
Yrjö Leino starb am 28. Juni 1961 64-jährig in Helsinki.